# Национален стадион на Източен Тимор
„Национален стадион“, известен още като „Ещадио Мунисипал де Дили“ (на португалски: Estádio Nacional de Timor-Leste) е футболен стадион в столицата Дили, от Източен Тимор.
Разположен е в източната част на града. Намира се на главния булевард „Бишпо (отец) де Медейрош“, а само през няколко пресечки на север се стига до пристанището и морския пазар. В непосредствена близост са сградите на полицейското управление и Музеят на източнотиморската съпротива.
Построен е през 1980 година, като е реновиран 3 десетилетия по-късно. Там играе и нациоалният отбор.
През 2002 г. съоръжението приема концертите на австралийската поп-звезда Кайли Миноуг в подкрепа на независимостта на страната .